# 藤川街道

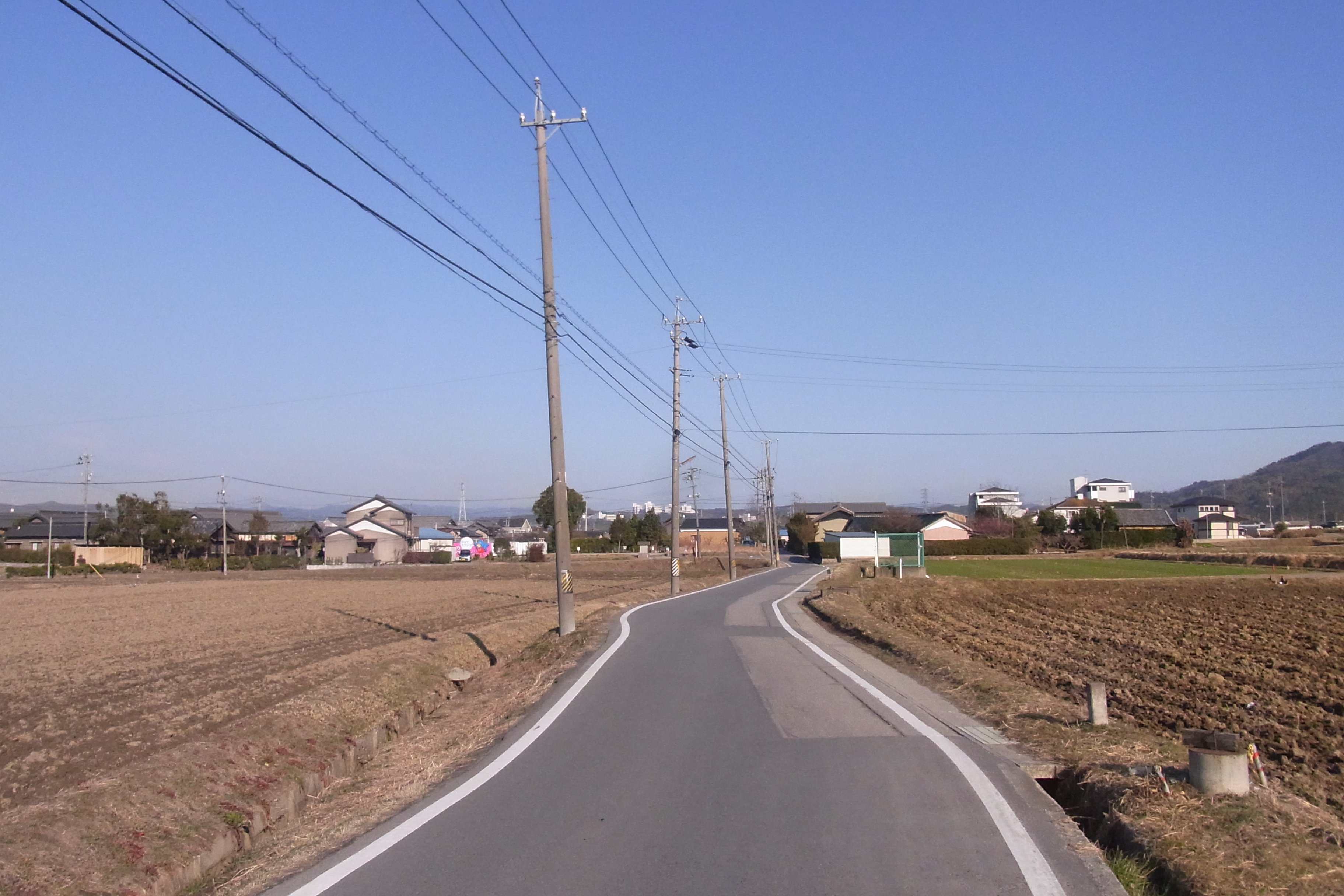
藤川街道（岡崎市美合町）

藤川街道（ふじかわかいどう）とは、愛知県岡崎市福岡町から同市藤川町に至る街道である。広義には藤川宿の宿場町の街並みまでを含む。

## 概要
東海道の藤川で分岐して三河湾の吉良に至る吉良道の一部で、とくに福岡を起点として藤川宿に至る道筋を「藤川街道」と呼ぶ。
「藤川街道」の名称は、明治の置県以後認定された愛知県の県道の正式な名称である。幾つかの区間で、若干の差異があるものの、概ね現在も愛知県道327号市場福岡線の一部として県道認定されている。
土呂通り（岡崎市内）の東端から上地にかけては宅地造成が甚だしく何の情趣もない。しかし、現在の岡崎医療刑務所正門前からの区間は雰囲気が一変する。大谷上池を横手に交通量の少ない市道を通ると緑丘2丁目で愛知県道327号市場福岡線に再び合流する。ここから東の、かつて馬頭と呼ばれていた地域（現在の美合町）は長閑な田畑が拡がる風景で、道も古道の面影を残している。「馬頭道」を横切って仏土寺の手前で大通りに合流するが、蓑川の手前ですぐに狭い道になる。竜泉寺川に架かる蓑川橋を渡り、しばらくは乗用車の行き違いが困難な道が続く。愛知県立岡崎東高等学校の手前辺りまで行くと急に2車線の広い道路になる。それを過ぎると東海道に合流し、藤川の松並木がある藤川宿へ至る。

## 交通規制
- 竜泉寺町から蓑川町にかけての区間はとくに狭く、その狭隘さの割には自動車の交通量が多い。自動車･原付は最高速度30km/時、駐車禁止。とくに歩道のない通学路であるため注意が必要。

## 通行上の注意
- 岡崎市緑丘2丁目24番地先では、市道と交差する場所で徐行する。

## 接続する路線
- 東海道（岡崎市）
- 吉良道（西尾市、岡崎市：いくつかある吉良道のうち舞木からのルートと併合する）
- 竜東メーンロード（岡崎市：愛知県道26号岡崎環状線）
- 土呂通り（岡崎市）

## 沿線・周辺
- 岡崎医療刑務所
- 大谷上池
- 神明宮・馬頭グラウンド
- 中部電力竜泉寺変電所
- 仏土寺
- 蓑川橋
- 愛知県立岡崎東高等学校
- 妙見堂
- 吉良道道標